# Olivia Wilde
Olivia Jane Wilde (New York, 10 maart 1984) is een Amerikaans actrice en regisseur. 
Ze ging naar de Georgetown Day School in Washington, D.C., en naar de Phillips Academy in Andover, Massachusetts, waar ze eindexamen deed in 2002. Ze maakte in 2003 haar acteerdebuut als Jewel Goldman in de dramaserie Skin. Haar filmdebuut volgde een jaar later, als Kellie in The Girl Next Door. Ze maakte haar regisseurdebuut met de film Booksmart in 2019.

## Persoonlijk

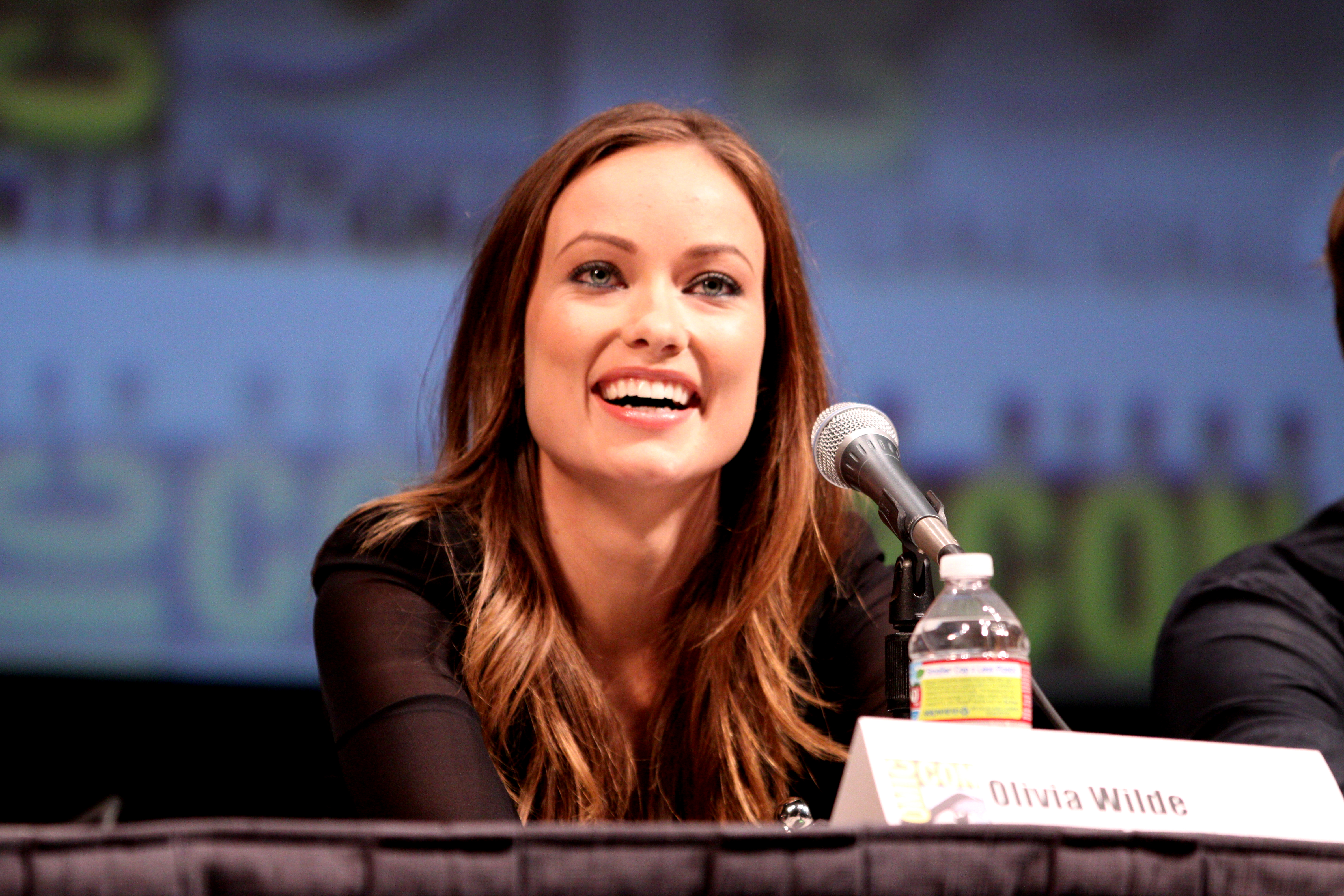
Olivia Wilde in 2010

Wilde was van 2003 tot 2011 getrouwd met documentairemaker Tao Ruspoli. Ze verloofde zich in januari 2013 met acteur en komiek Jason Sudeikis. Ze kreeg in april 2014 een zoon en in oktober 2016 een dochter met hem. In november 2020 ging het stel uit elkaar. 
Wilde kreeg hierna een relatie met songwriter en acteur Harry Styles.

## Trivia
- Wilde stond in 2009 op nummer 1 in de Maxim Hot 100 list.